# 寒河江市立陵南中学校
寒河江市立陵南中学校（さがえしりつ りょうなんちゅうがっこう）は、山形県寒河江市にある市立中学校。地元では「陵南」と呼ばれている。
2008年に全国少年軟式野球大会に出場した野球部に加え、男子ソフトテニスや柔道部、水泳部が全国大会に出場するなど、運動部が盛んである。
ほかに2012年には、吹奏楽コンクール山形県大会で吹奏楽部が金賞を受賞するなど、文化部も盛んである。

## 概要
寒河江市南部を学区としている。この地域は住宅地で、人口が多いため生徒数は寒河江市内の中学校の中では大規模校である。

## 沿革
- 1971年（昭和46年） - 寒河江市立寒河江中学校と寒河江市立柴橋中学校が統合して新設の寒河江市立陵南中学校が開校
- 1972年（昭和47年）
  - 校舎第一期工事竣工（普通教室12）
  - 新校舎第二期工事起工式
- 1973年（昭和48年）-
  - 第二期工事竣工（普通教室9、昇降口、特別教室4）
  - 第三期工起工式
  - 体育館工事起工式
  - グラウンド工事起工式
- 1974年（昭和49年）-
  - 第三期工事竣工（管理棟各室10、特別教室13）
  - グラウンド工事竣工
  - 体育館工事竣工
- 1976年（昭和51年）- プール竣工
- 1980年（昭和55年）
  - 県健康優良学校　中学の部最優秀校
  - 創立10周年記念式典
- 1985年（昭和60年）- 武道館竣工、自転車置き場増設
- 1988年（昭和63年）- 県健康優良学校表彰
- 1990年（平成2年）
  - 創立20周年記念式典、記念講演
  - ロータリー整備、陵南新聞総合版発行
  - 県健康優良学校表彰
- 1991年（平成3年）- 普通教室、コンピューター室、第2音楽室棟の竣工式
- 1992年（平成4年）
  - 県健康推進学校優秀校表彰
  - 市立病院花飾りボランティア活動開始
- 1993年（平成5年）
  - 県健康推進学校最優秀賞校表彰
  - 生徒会ボランティア委員会活動（市立病院花飾り）に対する表彰及び感謝状
  - 「長生園」におけるボランティア活動表彰
- 1994年（平成6年）- 生徒会ボランティア委員会活動 児童文化賞（SJC賞）受賞
- 1997年（平成9年）- 第１期大規模改修工事始まる（教室・廊下のサッシなど）
- 1998年（平成10年）- 第2期大規模改修工事完了（教室の床など）
- 1999年（平成11年）- 父母と教師の会役員による中央廊下東側中庭整備
- 2000年（平成12年）
  - 父母と教師の会役員による体育館東側中庭芝生植栽
  - 創立30周年記念式典並びに記念講演
- 2001年（平成13年）
  - ボランティア・スピリット賞
  - 生徒会（市立病院花飾り）東北ブロック賞
  - おもだかの池・おもだかの像完成
- 2010年（平成22年）- 創立40周年記念式典並びに記念講演 渡辺雅彦 氏（本校第4期生)
- 2011年（平成23年）- 学校給食開始
- 2014年（平成24年）
  - 県少年育成県民会議表彰
  - 生徒会環境ボランティア委員会（市立病院花飾り活動）模範活動（団体）
- 2017年（平成29年）
  - 3年教室・2棟特別支援学級、特別教室にエアコン設置
  - 市立病院花飾り活動25周年感謝状並びに記念品贈呈
- 2018年（平成30年）
  - 1・2年生教室にエアコン設置
  - 特別支援教室・第3理科室増改築

## 校章
- おもだかを用いている。

## 学区
- 寒河江市立寒河江中部、南部、柴橋の各小学校の学区からなっている。
  - 寒河江市区域の中に大江町の飛地があり、大江町から登校する生徒もいる。

## 生徒数
| 年度 | 男子 | 女子 | 計  |
| ---- | ---- | ---- | --- |
| 2002 | 382  | 360  | 742 |
| 2003 | 376  | 363  | 739 |
| 2004 | 374  | 369  | 743 |
| 2005 | 360  | 359  | 719 |
| 2006 | 367  | 366  | 733 |
| 2007 | 373  | 329  | 702 |
| 2008 | 378  | 332  | 710 |
| 2009 | 356  | 325  | 681 |
| 2010 | 311  | 342  | 653 |
| 2011 | 293  | 340  | 633 |
| 2012 | 326  | 316  | 642 |
| 2013 | 339  | 298  | 637 |
| 2014 | 340  | 286  | 686 |
| 2015 | 324  | 318  | 642 |
| 2016 | 338  | 302  | 640 |
| 2017 | 333  | 309  | 642 |
| 2018 | 318  | 282  | 600 |
| 2019 | 301  | 283  | 584 |
| 2020 | 291  | 280  | 571 |
| 2021 | 276  | 289  | 565 |
| 2022 | 251  | 280  | 531 |
| 2023 | 250  | 260  | 510 |
| 2024 | 264  | 260  | 524 |

## 所在地
- 山形県寒河江市大字寒河江字内の袋1-11-1

## 生徒会機関
- 生徒総会
  - 最高の決議機関
- 中央委員会
  - 生徒総会につぐ決議機関
- 執行部会
- 専門委員会
  - 美化,図書,放送,保健,体育,環ボラ,生活,学芸,合唱の9つの委員会
- 学級会
- 文化・運動部長会
- 文化・運動部会
- 分団長会(今は行われていない)
- 分団会(今は行われていない)
- 選挙管理委員会
- 規約研究委員会
- 必要と認められた特別委員会

## 部活動

### 運動部
- 野球部

2008年全国大会出場
- 男子バスケットボール部
- 女子バスケットボール部
- 男子ソフトテニス部

2005年東北大会優勝、全国大会出場
- 女子ソフトテニス部
- ソフトボール部
- 男子卓球部
- 女子卓球部
- 男子バレー部
- 女子バレー部
- 男子柔道部
- 女子柔道部
- 男子剣道部
- 女子剣道部
- 陸上部
- サッカー部
- 女子新体操部
- 水泳部

### 文化部
- 吹奏楽部

2011年 東北大会出場、1975年、2012年、2013年に山形県大会で金賞を受賞した。
- 科学部
- 美術部
- 創作部
- パソコン部

## その他
- 陵南祭という合唱コンクールその他発表がある。
- あいさつ運動と言うものがある。
  - 挨拶推進校である。
- 山形県内でも比較的大きな学校である。
  - 寒河江市内では最大の学校である。
  - 体育祭が2015年に復活した。

## 出身者
- 大沼美琴 - バスケットボール選手（元バスケットボール女子日本代表）